# Marungur
Marungur è una suddivisione dell'India, classificata come town panchayat, di 10.096 abitanti, situata nel distretto di Kanyakumari, nello stato federato del Tamil Nadu. In base al numero di abitanti la città rientra nella classe IV (da 10.000 a 19.999 persone).

## Geografia fisica
La città è situata a 08° 11' 05 N e 77° 30' 21 E.

## Società

### Evoluzione demografica
Al censimento del 2001 la popolazione di Marungur assommava a 10.096 persone, delle quali 4.972 maschi e 5.124 femmine. I bambini di età inferiore o uguale ai sei anni assommavano a 857, dei quali 437 maschi e 420 femmine. Infine, coloro che erano in grado di saper almeno leggere e scrivere erano 8.283, dei quali 4.203 maschi e 4.080 femmine.